# Campionato mondiale maschile di hockey su pista La Roche-sur-Yon 2015
Il Campionato del Mondo 2015 è stata la 42ª edizione del campionato del mondo di hockey su pista; la manifestazione è stata disputata in Francia a La Roche-sur-Yon dal 20 al 27 giugno 2015.

La competizione è stata organizzata dalla Fédération Internationale de Roller Sports.

Il torneo è stato vinto dalla nazionale argentina per la 5ª volta nella sua storia.

## Città ospitanti e impianti sportivi
| CITTÀ            | IMPIANTO   | CAPIENZA |
| La Roche-sur-Yon | Vendespace | 4.900    |

## Prima fase

### Girone A

#### Risultati
| Arbitri: | Sandoval Sanz |

| |           |                                                          |
| João Pinto 3.04’ (1-1) Martin Payero 5.26’ (2-1) Martin Payero 10.54’ (3-1) André Centeno 17.46’ (4-2) Martin Payero 24.55’ (5-2) Márcio Fernandes 28.43’ (6-2) João Pinto 31.55’ (7-2) | Marcatori | 1.06’ (0-1) E.Vives Boersma 15.25’ (3-2) E.Vives Boersma |

| Arbitri: | Da Prato Pinto |

|                                 |           | |
| Carlo Di Benedetto 28.56’ (1-4) | Marcatori | 4.47’ (0-1) Gual 14.48’ (0-2) Gual 19.19’ (0-3) Gual 20.38’ (0-4) J. Lamas 30.19’ (1-5) J. Lamas 38.28’ (1-6) Gual |

| Arbitri: | Da Prato Galoppi |

|                                                                 |           |                                                            |
| Pedro Gil Gómez 6.28’ (1-0) Gual Pedro Gil Gómez Perez E. Lamas | Marcatori | 32.49’ (1-1) Vieira Martin Payero Vieira Bernardino Marcio |

| Arbitri: | Risso Ullrich |

|  |           | |
|  | Marcatori | 6.57’ (0-1) Carlo Di Benedetto 8.06’ (0-2) Carlo Di Benedetto 15.52’ (0-3) Carlo Di Benedetto 28.03’ (0-4) Mathieu Le Roux 34.23’ (0-5) Rémi Herman 36.58’ (0-6) Carlo Di Benedetto 38.49’ (0-7) Rémi Herman |

| Arbitri: | Galoppi Madureira Risso |

| |           |  |
| Gual 4.29’ (1-0) Adroher 4.36’ (2-0) Adroher 11.10’ (3-0) J. Lamas 19.50’ (4-0) E. Lamas 22.38’ (5-0) Gil 28.31’ (6-0) Adroher 29.09’ (7-0) Adroher 35.35’ (8-0) Gil 35.40’ (9-0) Gil 37.17’ (10-0) Adroher 38.05’ (11-0) Baliu 39.58’ (12-0) | Marcatori |  |

| Arbitri: | Galoppi Pinto Da Prato |

|                                                                 |           |                   |
| David 27.34’ (1-1) Weber 37.20’ (2-1) Di Benedetto 39.15’ (3-1) | Marcatori | 2.12’ (0-1) Pinto |

#### Classifica
|    | Squadra     | PT | G | V | N | P | GF | GS | Diff. | Note |
| -- | ----------- | -- | - | - | - | - | -- | -- | ----- | ---- |
| 1. | Spagna      | 9  | 3 | 3 | 0 | 0 | 21 | 2  | 19    |      |
| 2. | Francia     | 6  | 3 | 2 | 0 | 1 | 11 | 7  | 4     |      |
| 3. | Angola      | 3  | 3 | 1 | 0 | 2 | 9  | 8  | 1     |      |
| 4. | Paesi Bassi | 0  | 3 | 0 | 0 | 3 | 2  | 26 | -24   |      |

### Girone B

#### Risultati
| Arbitri: | Thomas Ullrich Patricia Costa Roland Eggimann |

| |           |                                                                   |
| Rodrigues 5.25’ (1-0) Araujo 7.56’ (2-0) Araujo 14.47’ (3-2) Rodrigues 24.57’ (4-2) Rodrigues 25.50’ (5-2) Saraiva 36.57’ (6-2) | Marcatori | 8.52’ (2-1) Mount 12.41’ (2-2) Waddingham 39.22’ (6-3) Waddingham |

| Arbitri: | Xavier Bleuzen Arnaud Esoli Matteo Galoppi |

| |           |                     |
| Platero 3.30’ (1-0) Carlos Nicolía 11.18’ (2-0) Lopez 15.09’ (3-0) R. Garcia 27.30’ (4-0) J. Garcia 38.46’ (5-0) J. Garcia 39.12’ (6-1) J. Garcia 39.30’ (7-1) | Marcatori | 38.46’ (5-1) Vanina |

| Arbitri: | Costa Jacquart |

|                      |           | |
| Stewart 17.16’ (1-4) | Marcatori | 9.54’ (0-1) Carlos Nicolía 10.01’ (0-2) Paez 14.03’ (0-3) R.Garcia 14.51’ (0-4) Paez 18.01’ (1-5) Ordoñez 18.48’ (1-6) Ordoñez 22.10’ (1-7) Ordoñez 29.46’ (1-8) Carlos Nicolía |

| Arbitri: | Pinto Sanz |

|                       |           |                                                               |
| G.Jimenez 5.12’ (1-0) | Marcatori | 5.48’ (1-1) Rodrigues 20.17’ (1-2) Araujo 39.33’ (1-3) Araujo |

| Arbitri: | Jacquart Ullrich Madurera |

| |           |                         |
| G.Jimenez 0.16’ (1-0) Imhof 9.04’ (2-0) Kissling 9.51’ (3-0) Schaffer 23.37’ (4-1) Kissling 29.32’ (5-1) Vanina 31.29’ (6-1) G.Jimenez 40.00’ (7-1) | Marcatori | 18.27’ (3-1) Waddingham |

| Arbitri: | Cardona Sanz Ullrich |

| |           |                                                                                  |
| Nicolia 7.00’ (1-2) Nicolia 7.12’ (2-2) Nicolia 7.58’ (3-2) Ordonez 11.05’ (4-2) Ordonez 28.22’ (5-4) | Marcatori | 2.33’ (0-1) Pinto 2.46’ (0-2) Saraiva 19.55’ (4-3) Rodrigues 23.09’ (4-4) Araujo |

#### Classifica
|    | Squadra     | PT | G | V | N | P | GF | GS | Diff. | Note |
| -- | ----------- | -- | - | - | - | - | -- | -- | ----- | ---- |
| 1. | Argentina   | 9  | 3 | 3 | 0 | 0 | 20 | 6  | 14    |      |
| 2. | Mozambico   | 6  | 3 | 2 | 0 | 1 | 13 | 9  | 4     |      |
| 3. | Svizzera    | 3  | 3 | 1 | 0 | 2 | 9  | 11 | -2    |      |
| 4. | Inghilterra | 0  | 3 | 0 | 0 | 3 | 5  | 21 | -16   |      |

### Girone C

#### Risultati
| Arbitri: | Cardona Eggimann |

|                                          |           |                                                          |
| Matos 3.59’ (1-0) Fernandes 12.15’ (2-1) | Marcatori | 11.47’ (1-1) Huber 22.14’ (2-2) Huber 29.15’ (2-3) Huber |

| La Roche-sur-Yon 21 giugno 2015, ore 11:50 UTC+1 | Portogallo | 5 – 2 (2-2) referto                    | Germania | Vendespace |
| Rodrigues 0.07’ (1-0) Alves 0.35’ (2-0) Costa 22.35’ (3-2) Rafael 29.01’ (4-2) Rodrigues 35.47’ (5-2) Marcatori 10.29’ (2-1) Peinke 19.21’ (2-2) Hages |            |                                        |          |            |
| |            |                                        |          |            |
| Rodrigues 0.07’ (1-0) Alves 0.35’ (2-0) Costa 22.35’ (3-2) Rafael 29.01’ (4-2) Rodrigues 35.47’ (5-2)                                                  | Marcatori  | 10.29’ (2-1) Peinke 19.21’ (2-2) Hages |          |            |

| Arbitri: | Da Prato Galoppi Sanz |

| |           |                                         |
| Milewski 7.45’ (1-0) Karschau 17.28’ (2-1) Milewski 20.53’ (3-2) Pereira 29.09’ (4-2) Milewski 31.59’ (5-2) Peinke 33.07’ (6-2) | Marcatori | 9.34’ (1-1) Dias 18.46’ (2-2) Fernandes |

| Arbitri: | Cardona Jacquart Esoli |

|  |           | |
|  | Marcatori | 0.37’ (0-1) Alves 3.39’ (0-2) Nunes 4.50’ (0-3) Alves 6.08’ (0-4) Silva 11.05’ (0-5) Rodrigues 13.22’ (0-6) Neves 15.33’ (0-7) Rodrigues 19.41’ (0-8) Rodrigues 20.33’ (0-9) Rodrigues 25.40’ (0-10) Silva 28.26’ (0-11) Nunes 30.49’ (0-12) Pinto 38.49’ (0-13) Costa |

| Arbitri: | Bleuzen Costa Cardona |

| |           |                                           |
| Pereira 2.46’ (1-0) Hages 9.18’ (2-0) Karschau 10.00’ (3-0) Milewski 20.40’ (4-1) Milewski 24.00’ (5-2) Milewski 25.25’ (6-2) Karschau 27.16’ (7-2) | Marcatori | 17.54’ (3-1) Parfant 21.41’ (4-2) Brunner |

| Arbitri: | Da Prato Eggiman Galoppi |

| |           |                                            |
| Rafael 7.01’ (1-0) Rodrigues 16.05’ (2-0) Costa 17.36’ (3-0) Costa 30.41’ (4-1) Costa 32.24’ (5-1) Silva 33.14’ (6-2) Alves 37.15’ (7-2) silva 38.30’ (8-2) | Marcatori | 18.22’ (3-1) Fernandes 32.45’ (5-2) Garcia |

#### Classifica
|    | Squadra    | PT | G | V | N | P | GF | GS | Diff. | Note |
| -- | ---------- | -- | - | - | - | - | -- | -- | ----- | ---- |
| 1. | Portogallo | 9  | 3 | 3 | 0 | 0 | 26 | 4  | 22    |      |
| 2. | Germania   | 6  | 3 | 2 | 0 | 1 | 15 | 9  | 6     |      |
| 3. | Austria    | 3  | 3 | 1 | 0 | 2 | 5  | 22 | -17   |      |
| 4. | Brasile    | 0  | 3 | 0 | 0 | 3 | 6  | 17 | -11   |      |

### Girone D

#### Risultati
| Arbitri: | Madureira Risso |

| |           |                      |
| Fernandez 6.50’ (1-1) Carmona 8.40’ (2-1) Castro 9.34’ (3-1) Andrade 17.44’ (4-1) A. Quintiliana 21.58’ (5-1) Andrade 22.44’ (6-1) Diaz 25.24’ (7-1) Diaz 28.35’ (8-1) Fernandez 31.26’ (9-1) Carmona 33.20’ (10-1) Carmona 33.58’ (11-1) Osorio 35.39’ (12-1) Osorio 37.17’ (13-1) Figa 38.12’ (14-1) | Marcatori | 3.13’ (0-1) C.Araujo |

| Arbitri: | Esoli Sandoval |

|                                                                 |           |                                       |
| Motaran 24.58’ (1-1) Motaran 26.42’ (2-1) Ambrosio 33.59’ (3-1) | Marcatori | 1.10’ (0-1) Toro 39.53’ (3-2) Castaño |

| Arbitri: | Eggimann Madureira Bleuzen |

|                         |           | |
| L. Araujo 28.29’ (1-11) | Marcatori | 5.40’ (0-1) Tataranni 6.42’ (0-2) Tataranni 7.05’ (0-3) Tataranni 9.42’ (0-4) Amato 15.28’ (0-5) Verona 17.51’ (0-6) Gnata 18.14’ (0-7) Ambrosio 18.44’ (0-8) Amato 20.49’ (0-9) Cocco 24.17’ (0-10) Pagnini 26.53’ (0-11) Tataranni 29.14’ (1-12) Verona 31.39’ (1-13) Tataranni 33.31’ (1-14) Verona 34.05’ (1-15) Pagnini 37.37’ (1-16) Illuzzi |

| Arbitri: | Esoli Sandoval Madureira |

|                                     |           |                                                                                |
| Toro 4.34’ (1-0) Hoyos 31.34’ (2-2) | Marcatori | 11.02’ (1-1) Fernandez 26.38’ (1-2) Figa 34.06’ (2-3) Diaz 38.01’ (2-4) Castro |

| Arbitri: | Esoli Madureira Costa |

|                       |           |                                                                                  |
| R. Guerra 9.36’ (1-0) | Marcatori | 19.36’ (1-1) Ramirez 20.23’ (1-2) Ramirez 34.03’ (1-3) Giraldo 39.59’ (1-4) Toro |

| Arbitri: | Risso Sandoval Eggimann |

|                                                                                     |           | |
| Castro 26.40’ (1-4) Osorio 27.44’ (2-4) Carmona 35.01’ (3-4) Fernandez 36.48’ (4-4) | Marcatori | 3.43’ (0-1) Tataranni 7.38’ (0-2) Tataranni 14.57’ (0-3) Tataranni 24.15’ (0-4) Ambrosio 37.02’ (4-5) Ambrosio |

#### Classifica
|    | Squadra   | PT | G | V | N | P | GF | GS | Diff. | Note |
| -- | --------- | -- | - | - | - | - | -- | -- | ----- | ---- |
| 1. | Italia    | 9  | 3 | 3 | 0 | 0 | 24 | 7  | 17    |      |
| 2. | Cile      | 6  | 3 | 2 | 0 | 1 | 22 | 8  | 14    |      |
| 3. | Colombia  | 3  | 3 | 1 | 0 | 2 | 8  | 8  | 0     |      |
| 4. | Sudafrica | 0  | 3 | 0 | 0 | 3 | 3  | 34 | -31   |      |

## Fase finale

### Fase 1º - 8º posto

#### Tabellone principale
|  | Quarti di finale | Quarti di finale |           |            | Semifinali      | Semifinali      |  |  | Finale    | Finale |
|  |                  |                  |           |            |                 |                 |  |  |           |        |
|  | 25 giugno        |                  |           |            |                 |                 |  |  |           |        |
|  |                  |                  |           |            |                 |                 |  |  |           |        |
|  | Spagna           | 9                |           |            |                 |                 |  |  |           |        |
|  | Spagna           | 9                | 26 giugno |            |                 |                 |  |  |           |        |
|  | Mozambico        | 0                |           |            |                 |                 |  |  |           |        |
|  | Mozambico        | 0                | Spagna    | 6          |                 |                 |  |  |           |        |
|  | 25 giugno        |                  | Spagna    | 6          |                 |                 |  |  |           |        |
|  |                  | Germania         | 2         |            |                 |                 |  |  |           |        |
|  | Italia           | Germania         | 2         | 6          |                 |                 |  |  |           |        |
|  | Italia           |                  | 27 giugno | 6          |                 |                 |  |  |           |        |
|  | Germania         | 7                |           |            |                 |                 |  |  |           |        |
|  | Germania         | 7                | Spagna    | 1          |                 |                 |  |  |           |        |
|  | 25 giugno        |                  | Spagna    | 1          |                 |                 |  |  |           |        |
|  |                  | Argentina        | 6         |            |                 |                 |  |  |           |        |
|  | Argentina        | Argentina        | 6         | 5          |                 |                 |  |  |           |        |
|  | Argentina        | 26 giugno        |           | 5          |                 |                 |  |  |           |        |
|  | Francia          | 0                |           |            |                 |                 |  |  |           |        |
|  | Francia          | 0                | Argentina | 5          | Finale 3º posto | Finale 3º posto |  |  |           |        |
|  | 25 giugno        |                  | Argentina | 5          | Finale 3º posto | Finale 3º posto |  |  |           |        |
|  |                  | Portogallo       | 2         |            |                 |                 |  |  |           |        |
|  | Portogallo       | Portogallo       | 2         | 6          | Germania        | 3               |  |  |           |        |
|  | Portogallo       |                  |           | 6          | Germania        | 3               |  |  |           |        |
|  | Cile             | 0                |           | Portogallo | 7               |                 |  |  |           |        |
|  | Cile             | 0                |           |            | 7               |                 |  |  |           |        |
|  |                  |                  |           |            |                 |                 |  |  | 27 giugno |        |
|  |                  |                  |           |            |                 |                 |  |  |           |        |

#### Quarti di finale
| Arbitri: | Esoli Ullrich Pinto |

| |           |  |
| Gil 7.28’ (1-0) J. Lamas 13.41’ (2-0) Adroher 22.11’ (3-0) Gil 30.22’ (4-0) Gil 33.47’ (5-0) J. Lamas 34.52’ (6-0) J. Lamas 35.52’ (7-0) Gil 38.13’ (8-0) Gil 39.57’ (9-0) | Marcatori |  |

| Arbitri: | Eggimann Pinto Bleuzen |

| |           | |
| Tataranni 16.24’ (1-1) Verona 19.07’ (2-2) Ambrosio 29.38’ (3-3) Tataranni 31.39’ (4-4) Tataranni 38.04’ (5-7) Iluzzi 39.05’ (6-7) | Marcatori | 9.24’ (0-1) Pereira 17.52’ (1-2) Karschau 26.47’ (2-3) Karschau 30.06’ (3-4) Karschau 32.48’ (4-5) Pereira 34.46’ (4-6) Pereira 37.51’ (4-7) Peinke |

| Arbitri: | Bleuzen Galoppi Sandoval |

| |           |  |
| Alves 17.46’ (1-0) Alves 20.58’ (2-0) Alves 22.11’ (3-0) Rodrigues 23.09’ (4-0) Alves 24.30’ (5-0) Costa 24.53’ (6-0) | Marcatori |  |

| Arbitri: | Da Prato Sandoval Eggimann |

| |           |  |
| Platero 4.58’ (1-0) Nicolia 8.59’ (2-0) Nicolia 11.47’ (3-0) Ordonez 33.28’ (4-0) Ordonez 37.14’ (5-0) | Marcatori |  |

#### Semifinali 5º - 8º posto
| Arbitri: | Risso Sanz Ullrich |

|                                            |           | |
| Saraiva 7.48’ (1-0) Rodrigues 14.40’ (2-0) | Marcatori | 18.51’ (2-1) Ambrosio 28.00’ (2-2) Tataranni 36.10’ (2-3) Pagnini 36.50’ (2-4) Motaran 37.11’ (2-5) Amato |

| Arbitri: | Galoppi Ullrich Cardona |

|                                           |           |                                                                  |
| Carmona 13.22’ (1-0) Carmona 18.38’ (2-0) | Marcatori | 21.58’ (2-1) Di Benedetto 38.56’ (2-2) Weber 49.23’ (2-3) Herman |

#### Semifinali 1º - 4º posto
| Arbitri: | Bleuzen Pinto Da Prato |

| |           |                                       |
| Bargallo 2.04’ (1-1) Bargallo 5.02’ (2-1) Lamas 9.39’ (3-2) Bargallo 12.48’ (4-2) E. Lamas 29.29’ (5-2) Gual 38.02’ (6-2) | Marcatori | 1.20’ (0-1) Hages 7.25’ (2-2) Pereira |

| Arbitri: | Esoli Da Prato |

|                                       |           | |
| Nunes 24.11’ (1-1) Nunes 25.34’ (2-1) | Marcatori | 9.13’ (0-1) R. Gracia 27.35’ (2-2) Ornonez 33.38’ (2-3) Nicolia 37.40’ (2-4) R. Gracia 39.44’ (2-5) Nicolia |

#### Finali 7º - 8º posto
| Arbitri: | Jaquart Sanz Sandoval |

| |           | |
| Pinto 3.57’ (1-0) Araujo 6.56’ (2-1) Araujo 11.36’ (3-2) Rodrigues 22.25’ (4-2) Rodrigues 32.15’ (5-3) Araujo 35.44’ (6-4) Araujo 36.10’ (7-4) Saraiva 17.46’ (8-4) | Marcatori | 5.58’ (1-1) Carmona 7.58’ (2-2) A. Quintanilla 28.07’ (4-3) A. Quintanilla 35.24’ (5-4) Fernandez 38.34’ (8-5) Andrade |

#### Finali 5º - 6º posto
| Arbitri: | Eggiman Sandoval Risso |

|                                                           |           | |
| Herman 14.56’ (1-3) David 26.20’ (2-4) David 39.29’ (3-6) | Marcatori | 0.06’ (0-1) Tataranni 1.59’ (0-2) Illuzzi 6.48’ (0-3) Ambrosio 26.04’ (1-4) Illuzzi 37.09’ (2-5) Ambrosio 38.59’ (2-6) Tataranni |

#### Finali 3º - 4º posto
| Arbitri: | Bleuzen Madureira Sanz |

|                                                                |           | |
| Karschau 23.24’ (1-4) Karshau 26.45’ (2-4) Peinke 28.48’ (3-4) | Marcatori | 4.52’ (0-1) Silva 11.16’ (0-2) Costa 17.46’ (0-3) Nunes 18.51’ (0-4) Alves 36.03’ (3-5) Rodrigues 37.20’ (3-6) Costa 18.05’ (3-7) Neves |

#### Finali 1º - 2º posto
| Arbitri: | Da Prato Pinto Esoli |

|                      |           | |
| Bargallo 4.32’ (1-0) | Marcatori | 8.33’ (1-1) Ordonez 11.46’ (1-2) Paez 14.59’ (1-0) Paez 28.43’ (1-4) Ordonez 36.01’ (1-5) Nicolia 36.20’ (1-6) Ordonez |

### Fase 9º - 16º posto

#### Tabellone principale
|  | Quarti di finale | Quarti di finale |           |         | Semifinali       | Semifinali       |  |  | Finale 9º posto | Finale 9º posto |
|  |                  |                  |           |         |                  |                  |  |  |                 |                 |
|  | 25 giugno        |                  |           |         |                  |                  |  |  |                 |                 |
|  |                  |                  |           |         |                  |                  |  |  |                 |                 |
|  | Angola           | 12               |           |         |                  |                  |  |  |                 |                 |
|  | Angola           | 12               | 26 giugno |         |                  |                  |  |  |                 |                 |
|  | Inghilterra      | 0                |           |         |                  |                  |  |  |                 |                 |
|  | Inghilterra      | 0                | Angola    | 3       |                  |                  |  |  |                 |                 |
|  | 25 giugno        |                  | Angola    | 3       |                  |                  |  |  |                 |                 |
|  |                  | Brasile          | 2         |         |                  |                  |  |  |                 |                 |
|  | Colombia         | Brasile          | 2         | 1       |                  |                  |  |  |                 |                 |
|  | Colombia         |                  | 27 giugno | 1       |                  |                  |  |  |                 |                 |
|  | Brasile          | 3                |           |         |                  |                  |  |  |                 |                 |
|  | Brasile          | 3                | Angola    | 4       |                  |                  |  |  |                 |                 |
|  | 25 giugno        |                  | Angola    | 4       |                  |                  |  |  |                 |                 |
|  |                  | Svizzera         | 3         |         |                  |                  |  |  |                 |                 |
|  | Svizzera         | Svizzera         | 3         | 5       |                  |                  |  |  |                 |                 |
|  | Svizzera         | 26 giugno        |           | 5       |                  |                  |  |  |                 |                 |
|  | Paesi Bassi      | 4                |           |         |                  |                  |  |  |                 |                 |
|  | Paesi Bassi      | 4                | Svizzera  | 5       | Finale 11º posto | Finale 11º posto |  |  |                 |                 |
|  | 25 giugno        |                  | Svizzera  | 5       | Finale 11º posto | Finale 11º posto |  |  |                 |                 |
|  |                  | Austria          | 2         |         |                  |                  |  |  |                 |                 |
|  | Austria          | Austria          | 2         | 5       | Brasile          | 5                |  |  |                 |                 |
|  | Austria          |                  |           | 5       | Brasile          | 5                |  |  |                 |                 |
|  | Sudafrica        | 1                |           | Austria | 3                |                  |  |  |                 |                 |
|  | Sudafrica        | 1                |           |         | 3                |                  |  |  |                 |                 |
|  |                  |                  |           |         |                  |                  |  |  | 27 giugno       |                 |
|  |                  |                  |           |         |                  |                  |  |  |                 |                 |

#### Quarti di finale
| Arbitri: | Esoli Madureira Sanz |

| |           |  |
| Centeno 10.03’ (1-0) Centeno 10.25’ (2-0) Marcio 14.39’ (3-0) Mendes 20.39’ (4-0) Payero 23.20’ (5-0) Centeno 24.06’ (6-0) Payero 24.25’ (7-0) Centeno 25.27’ (8-0) Mendes 25.28’ (9-0) Vieira 36.40’ (10-0) Vieira 37.34’ (11-0) Marcio 38.35’ (12-0) | Marcatori |  |

| Arbitri: | Da Prato Sanz Cardona |

| |           | |
| G.Jimenez 0.54’ (1-0) G.Jimenez 3.38’ (2-0) Kissling 5.54’ (3-0) G.Jimenez 7.46’ (4-0) Vanina 39.24’ (5-2) | Marcatori | 33.58’ (4-1) C.Vives Boersma 36.37’ (4-2) C.Vives Boersma 39.49’ (5-3) C.Vives Boersma 19.53’ (5-4) Janssens |

| Arbitri: | Cardona Jacquart Costa |

| |           |                        |
| Parfant 7.24’ (1-0) Huber 11.28’ (2-0) Figuereido (A) 13.45’ (3-0) Huber 22.39’ (4-0) Zehrer 39.25’ (5-1) | Marcatori | 24.45’ (4-1) L. Araujo |

| Arbitri: | Costa Risso Ullrich |

|                     |           |                                                         |
| Ramirez 0.33’ (1-0) | Marcatori | 16.02’ (1-1) Raposo 21.38’ (1-2) Dias 22.43’ (1-3) Dias |

#### Semifinali 13º - 16º posto
| Arbitri: | Pinto Ullrich Costa |

|                      |           | |
| Johnson 39.33’ (1-7) | Marcatori | 5.19’ (0-1) Castaño 12.28’ (0-2) Castaño 13.54’ (0-3) Ramirez 34.27’ (0-4) Giraldo 35.58’ (0-5) Castaño 37.40’ (0-6) Lopez 39.28’ (0-7) Castillo |

| Arbitri: | Costa Jacquart Eggimann |

| |           |                                                                    |
| C.Vives Boersma 1.09’ (1-0) C.Vives Boersma 3.23’ (2-0) C.Vives Boersma 7.43’ (3-1) Janssens 21.51’ (4-3) Janssens 23.16’ (5-3) D. Holtzer 28.52’ (6-3) Janssens 30.15’ (7-3) D. Holtzer 33.41’ (8-3) E.Vives Boersma 34.25’ (9-3) | Marcatori | 6.05’ (2-1) R. Guerra 12.16’ (3-2) C. Araujo 20.18’ (3-3) Oliveira |

#### Semifinali 9º - 12º posto
| Arbitri: | Cardona Eggimann Sandoval |

|                                                            |           |                                            |
| Payero 3.39’ (1-0) Centeno 4.05’ (2-0) Payero 10.28’ (3-0) | Marcatori | 15.53’ (3-1) Raposo 26.34’ (3-2) Fernandes |

| Arbitri: | Madureira Sandoval Risso |

| |           |                                         |
| G. Jimenes 4.02’ (1-0) Imhof 4.19’ (2-0) Munger 6.13’ (3-0) G. Jimenez 8.03’ (4-0) Kissling 28.38’ (5-1) | Marcatori | 27.11’ (4-1) Huber 38.21’ (5-2) Parfant |

#### Finale 15º - 16º posto
| Arbitri: | Cardona Da Prato Madureira |

| |           | |
| Waddingham 2.38’ (1-0) Waddingham 3.38’ (2-0) Johnson 4.56’ (3-0) Waddingham 11.58’ (4-0) Smith 15.13’ (5-0) Johnson 27.17’ (6-2) | Marcatori | 20.57’ (5-1) C. Araujo 26.15’ (5-2) C. Araujo 30.11’ (6-3) C. Araujo 32.08’ (6-4) C. Araujo 38.44’ (6-5) C. Araujo |

#### Finale 13º - 14º posto
| Arbitri: | Bleuzen Esoli Costa |

|                                                                                                |           |                                                           |
| Ramirez 3.25’ (1-0)< br / >Hoyos 15.03’ (2-2) Ramirez 29.41’ (3-2)< br / >Ramirez 36.34’ (4-2) | Marcatori | 5.28’ (1-1) E. Vives Boersma 7.07’ (1-2) E. Vives Boersma |

#### Finale 11º - 12º posto
| Arbitri: | Costa Ullrich Galoppi |

| |           |                                                       |
| Fernandes 0.26’ (1-1) Fernandes 5.26’ (2-2) Matos 14.28’ (3-2) Matos 17.49’ (4-3) MAtos 20.31’ (5-3) | Marcatori | 0.17’ (0-1) Huber 5.04’ (1-2) Stockinger 14.58’ (3-3) |

#### Finale 9º - 10º posto
| Arbitri: | Galoppi Risso Cardona |

|                                                                            |           |                                                                  |
| Payero 1.07’ (1-0) Marcio 28.13’ (2-2) Payero 29.31’ (3-2) Payero ?’ (4-3) | Marcatori | 3.07’ (1-1) Munger 22.55’ (1-2) G. Jimenez 33.46’ (3-3) Kissling |

## Classifica finale
|     | Squadra     | G | V | N | P | GF | GS | Diff. | Note              |
| --- | ----------- | - | - | - | - | -- | -- | ----- | ----------------- |
| 1.  | Argentina   | 6 | 6 | 0 | 0 | 36 | 9  | +27   |                   |
| 2.  | Spagna      | 6 | 5 | 0 | 1 | 37 | 10 | +27   |                   |
| 3.  | Portogallo  | 6 | 5 | 0 | 1 | 41 | 12 | +29   |                   |
| 4.  | Germania    | 6 | 3 | 0 | 3 | 27 | 28 | -1    |                   |
| 5.  | Italia      | 6 | 5 | 0 | 1 | 41 | 18 | +23   |                   |
| 6.  | Francia     | 6 | 3 | 0 | 3 | 17 | 20 | -3    |                   |
| 7.  | Mozambico   | 6 | 3 | 0 | 3 | 23 | 28 | -5    |                   |
| 8.  | Cile        | 6 | 2 | 0 | 4 | 29 | 25 | +4    |                   |
| 9.  | Angola      | 6 | 4 | 0 | 2 | 28 | 13 | +15   |                   |
| 10. | Svizzera    | 6 | 3 | 0 | 3 | 22 | 21 | +1    |                   |
| 11. | Brasile     | 6 | 2 | 0 | 4 | 16 | 24 | -8    |                   |
| 12. | Austria     | 6 | 2 | 0 | 4 | 15 | 33 | -18   |                   |
| 13. | Colombia    | 6 | 3 | 0 | 3 | 20 | 14 | +14   |                   |
| 14. | Paesi Bassi | 6 | 1 | 0 | 5 | 17 | 38 | -21   | Campionato B 2016 |
| 15. | Inghilterra | 6 | 1 | 0 | 5 | 12 | 45 | -33   | Campionato B 2016 |
| 16. | Sudafrica   | 6 | 0 | 0 | 6 | 12 | 54 | -42   | Campionato B 2016 |

## Campioni
| Campione del Mondo 2015 |
| ----------------------- |
| Argentina 5º titolo     |